# ロマンス劇
後期ロマンス劇（こうきろまんすげき、The late romances）とは、ウィリアム・シェイクスピアの後期の作品群を分類して指す用語である。単純にロマンス劇（The romances）と呼ばれることが多い。この分類に含まれる作品は『ペリクリーズ』、『シンベリン』、『冬物語』、『テンペスト』などであるが、『二人の貴公子』をここに加えることもある。この用語は、エドワード・ダウデンの著書『シェイクスピア：精神と芸術の批評的研究』（"Shakespeare: A Critical Study of His Mind and Art" 、1875年）において最初に用いられた。
ジョン・ヘミングスとヘンリー・コンデルは、ファースト・フォリオを編纂するにあたって上記の作品群を喜劇の部に収録している（悲劇の部に入れられた『シンベリン』を除く）が、批評家の間にはこれらを喜劇と見なしてよいものかという躊躇があったために、ロマンス劇というカテゴリーが生み出された。というのも、これらの作品はむしろ中世のロマンス文学に類似するものであり、いわゆる喜劇とは多くの点において異なっているものだからである。シェイクスピアのロマンス劇には、以下のような特徴が共通している。
- 長きにわたって離散していた家族が再会してハッピーエンドを迎えるという、救いにいたるプロット。
- 魔法その他のファンタスティックな要素。
- デウス・エクス・マキナ。しばしばギリシア神話やローマ神話の神として現われる（『シンベリン』におけるジュピター、『ペリクリーズ』におけるダイアナなど）。
- 「文明的」な場面と「牧歌的」な場面の混成（『テンペスト』における紳士階級と島民など）。
- 「そして詩行は初期作品の叙情的スタイルへの回帰であるが、円熟し、深みを増している」[1]。

シェイクスピアのロマンス劇は、17世紀初頭の演劇界における二つの大きな新情勢からも影響を受けている。一つは、ジョン・フレッチャーが創出し、ボーモント&フレッチャーの初期の合作で展開された悲喜劇の革新である。もう一つは、同時期にベン・ジョンソンとイニゴー・ジョーンズによって主導された、宮廷仮面劇の最先端をゆく会心作である。
後期ロマンス劇の特異性は、疑問視もされてきた。これらの作品には明らかに『十二夜』といった初期のシェイクスピア作品や、他の古典作家によるロマンス劇、あるいは牧歌劇のようなジャンルの作品との共通性が見られるためである。しかし、シェイクスピア晩期の戯曲はそうした作品とも異なる独特の雰囲気を保っており、悲喜劇や仮面劇の要素と喜劇やロマンス文学や牧歌劇の要素を混交しつつ、しかもそこから推測されるような混沌に陥ることもなく、首尾一貫した構成をもち、感銘深く魅力的な演劇に仕上がっているのである。

## ロマンス劇の一覧
最も広く一般的にシェイクスピアのロマンス劇とみなされている作品は以下の通りである。
- ペリクリーズ（"Pericles" 、1607 - 08年）
- シンベリン（ "Cymbeline" 、1609 - 10年）
- 冬物語（ "The Winter's Tale" 、1610 - 11年）
- テンペスト（ "The Tempest" 、1611年）
- 二人のいとこの貴公子（ "The Two Noble Kinsmen" 、1612 - 13年[2]）